# Nastașîne, Halîci
Nastașîne (în ucraineană Насташине) este localitatea de reședință a comunei Nastașîne din raionul Halîci, regiunea Ivano-Frankivsk, Ucraina.

## Demografie
Componența lingvistică a localității Nastașîne
     Ucraineană (99,89%)
     Alte limbi (0,11%)
Conform recensământului din 2001, majoritatea populației localității Nastașîne era vorbitoare de ucraineană (99,89%), existând în minoritate și vorbitori de alte limbi.